# Ernesto Inarkiev
Ernesto Inarkiev est joueur d'échecs russe né le 9 décembre 1985 à Och.
Grand maître international depuis 2002, Inarkiev a terminé troisième de la super-finale du championnat de Russie d'échecs en 2006 et premier ex æquo de l'open de Moscou 2010 avec 7 points sur 9 (quatrième au départage). Il remporte le championnat d'Europe d'échecs individuel en mai 2016 avec neuf points sur onze (sept victoires et quatre parties nulles).
Au premier juin 2016, il est le 26e joueur mondial avec un classement Elo de 2 729.

## Biographie et carrière

### Débuts
Ernesto Inarkiev est né à Och, actuellement au Kirghizistan. Son prénom a été choisi en hommage à Ernesto Guevara. En 1991, sa famille déménagea à Bichkek où il découvrit les échecs.
Installé à Elista en 1999, Inarkiev reçut la formation de Mark Dvoretski.

### Premières olympiades à treize ans
En 1998, Inarkiev représenta le Kirghizistan à l'olympiade d'échecs d'Elista (il jouait comme deuxième remplaçant) et réalisa le quatrième meilleur résultat sur son échiquier (+4 =5). Puis en 2000, à l'olympiade d'Istanbul, au quatrième échiquier, il marqua 9 points sur 14 (+7 -3 =4).

### Compétitions de jeunes
Il remporta le championnat d'Asie des moins de 16 ans en 1999 et devint maître international la même année.
En 2001, il devint champion d'Europe des moins de 16 ans.

### Troisième du championnat de Russie
En 2002, Inarkiev remporta le championnat de Russie junior avec 2 points d'avance. La même année, il devint grand maître international et finit sixième du championnat de Russie.
En 2006, il se qualifia pour la super-finale du championnat de Russie d'échecs où il marqua 7 points sur 11 et finit troisième.

### Champion d'Europe
Inarkiev remporte le championnat d'Europe d'échecs individuel en mai 2016 à Gjakovë au Kosovo.
Grâce à ce résultat, il a obtenu son meilleur classement Elo en juin 2016 avec 2 729 points Elo.

### Championnats du monde et coupes du monde
| Année | Lieu                             | Résultat       | Ultime adversaire   | Adversaires battus                      |
| ----- | -------------------------------- | -------------- | ------------------- | --------------------------------------- |
| 2004  | Tripoli (championnat du monde)   | premier tour   | Leinier Domínguez   |                                         |
| 2005  | Khanty-Mansiïsk (coupe du monde) | premier tour   | Aleksandr Khalifman |                                         |
| 2007  | Khanty-Mansiïsk (coupe du monde) | troisième tour | Levon Aronian       | Fernando Peralta Francisco Vallejo Pons |
| 2009  | Khanty-Mansiïsk (coupe du monde) | deuxième tour  | Pavel Eljanov       | Jan Gustafsson                          |
| 2011  | Khanty-Mansiïsk (coupe du monde) | deuxième tour  | Aleksandr Moiseenko | Iván Salgado López                      |
| 2013  | Tromsø                           | premier tour   | Rafael Leitão       |                                         |
| 2015  | Bakou                            | deuxième tour  | Ding Liren          | Yuniesky Quezada                        |
| 2017  | Tbilissi                         | deuxième tour  | Vladimir Fedosseïev | Mikheil Mtchedlichvili                  |
| 2019  | Khanty-Mansiïsk                  | deuxième tour  | Xu Xiangyu          | Murali Karthikeyan                      |